# 5 × 5 – wygrajmy razem
5 × 5 – wygrajmy razem (w TV4: Lingo) – polski teleturniej emitowany od 23 maja 1995 do 9 grudnia 1999 roku na antenie TVP2 oraz od 4 kwietnia do czerwca 2007 roku na antenie TV4, oparty na amerykańskim formacie Lingo. Pierwszą wersję programu prowadził Marek Grabowski, drugą Paweł Orleański (pomagał mu „Głos” – Andrzej Olejnik – do którego należało ostateczne zdanie, przy mało znanych lub błędnych wyrazach).

## Zasady i przebieg gry (TVP2)
W teleturnieju brały udział dwie dwuosobowe drużyny. Zasady gry częściowo były oparte na grze bingo. Gra polegała przede wszystkim na odgadywaniu 5-literowych (później też 6-literowych) słów. Gracze znali pierwszą literę i mieli 5 prób do odpowiedzi. W miarę odgadywania byli naprowadzani, które litery występujące w podawanych przez nich odpowiedziach występują w odgadywanym haśle:
- litera niebieska – niewłaściwa,
- litera czerwona – właściwa, w odpowiednim miejscu,
- litera żółta – właściwa, lecz w nieodpowiednim miejscu.

Drużyna, która odgadła swoje hasło, losowała numer, który był wykreślany z planszy liczbowej zgodnie z zasadami bingo. Zawodnicy, którzy mieli więcej pieniędzy na koncie wchodzili do finału (w przypadku remisu dogrywka – 9. hasło; która grupa zgadła je jako pierwsza, przechodziła do finału). W finale drużyna musiała w ciągu 2 i pół minuty odgadnąć jak najwięcej słów. Każde było warte 100 złotych. Gdy czas upłynął, liczył się ostatni wyraz wypowiedziany przez uczestników. Gdy był właściwy, grupa otrzymała dodatkowe 100 zł. Po tej rozgrywce należało zgadnąć główne hasło finałowe. Jeśli drużynie udało się odgadnąć ten wyraz w ciągu 5 podejść, padała główna wygrana (np. 10 000 złotych). Wtedy zwycięska grupa miała prawo do dalszej gry w kolejnych odcinkach.

## Zasady i przebieg gry (TV4)
W grze brało udział 4 zawodników (jeden z nich to mistrz z poprzedniego odcinka), którzy są podzieleni na drużyny: „A” (mistrz + zawodnik) i „B” (zawodnik + zawodnik). Zawodnicy odgadywali 5- i 10-literowe słowa.

### Rundy 1. i 2.
Drużyny otrzymywały po jednej planszy o wymiarach 5×5 pól, na której widoczne są liczby. Komputer zakrywał losowo 8 wybranych liczb, a następnie uczestnicy odgadywali hasła. Po poprawnie odgadniętym haśle losowali kule:
- niebieską z liczbą – zakrywana jest liczba widoczna na kuli,
- niebieską ze znakiem zapytania – można zakryć dowolnie wybraną liczbę
- czerwoną – możliwość odgadywania haseł przechodzi do przeciwników.

Każda kula zawiera rząd i kolumnę. Eliminowane są w ten sposób liczby z planszy z liczbami. Celem gry jest usunięcie 5 liczb w pionie, poziomie lub skosie, czyli ułożenie tzw. Lingo.
Po określonej liczbie rozgrywek do kolejnego etapu przechodziła drużyna, która miała najwięcej punktów.

### Runda 3.
Do finału przechodził lepszy zawodnik.

### Finał
Finał polegał na odgadnięciu pięciu pięcioliterowych wyrazów. Tutaj nie można ułożyć Lingo, a jeśli uczestnik to zrobił – tracił wszystkie zdobyte pieniądze.
Na początku zasłaniane było 16 pól. W bębnie znajdowało się 35 kul oraz 3 „złote”, które „ratują” zawodnika od dalszego losowania kul. Zawodnik wchodził do finału z liczbą punktów uzyskanych w 3. rundzie; te zamieniane były na pieniądze (np. 200 pkt. to 200 zł).
W odgadywanym wyrazie podane były pierwsza i czwarta litera. Im więcej prób odgadnięcia hasła, tym więcej kul trzeba było wyciągnąć (od 1 do 6). Jeżeli zawodnik nie ułożył Lingo, to jego kwota jest podwajana (np. 200 zł × 2 = 400 zł, itd.), a jeśli tak (tj. zasłoni pięć kul w linii) – tracił wygrane pieniądze. Zawodnik mógł zrezygnować z gry, ale po losowaniu kul.
Finalista zostawał „mistrzem” i otrzymywał prawo do udziału kolejnym odcinku.

### Punktacja w „Lingo”
- Runda 1.:
  - wyraz pięcioliterowy – 25 pkt.
  - Lingo i wyraz dziesięcioliterowy – 50 pkt.
- Rundy 2. i 3.:
  - wyraz pięcioliterowy – 50 pkt.
  - Lingo i wyraz dziesięcioliterowy – 100 pkt.